# Ⲏ
Cette page contient des caractères spéciaux ou non latins. S’ils s’affichent mal (▯, ?, etc.), consultez la page d’aide Unicode.
Ne doit pas être confondu avec la lettre grecque Êta, la lettre latine H ou la lettre cyrillique En.
Ⲏ (minuscule : ⲏ), appelé ēta, est une lettre de l’alphabet copte utilisée dans l’écriture du copte, de l’ancien nubien ou du nobiin.

## Représentations informatiques
L’ēta a été représenté avec les mêmes caractères que l’êta grec jusqu’à la publication d’Unicode 4.1 en mars 2005, à partir de laquelle il est représenté avec des caractères qui lui sont propres. Il peut donc être représenté à l’aide des caractères (Grec et copte, Copte) suivants, :
| lettres   | représentations | chaînes de caractères | points de code | descriptions                 | note               |
| --------- | --------------- | --------------------- | -------------- | ---------------------------- | ------------------ |
| majuscule | Η               | Η                     | U+0397         | lettre majuscule grecque êta | avant Unicode 4.1  |
| minuscule | η               | η                     | U+03B7         | lettre minuscule grecque êta | avant Unicode 4.1  |
| majuscule | Ⲏ               | Ⲏ                     | U+2C8E         | lettre majuscule copte ēta   | depuis Unicode 4.1 |
| minuscule | ⲏ               | ⲏ                     | U+2C8F         | lettre minuscule copte ēta   | depuis Unicode 4.1 |